# Amt Eiderstedt
Amt Eiderstedt is een Amt in de Duitse deelstaat Sleeswijk-Holstein. Het is een van de Ämter van Kreis Nordfriesland. Het bestuur van het Amt, dat 16 gemeenten omvat, is gevestigd in de stad Garding.

## Deelnemende gemeenten
1. Garding
2. Grothusenkoog
3. Katharinenheerd
4. Kirchspiel Garding
5. Kotzenbüll
6. Norderfriedrichskoog
7. Oldenswort
8. Osterhever
9. Poppenbüll
10. Sankt Peter-Ording
11. Tating
12. Tetenbüll
13. Tümlauer-Koog
14. Vollerwiek
15. Welt
16. Westerhever